# 盧森堡市歷史博物館

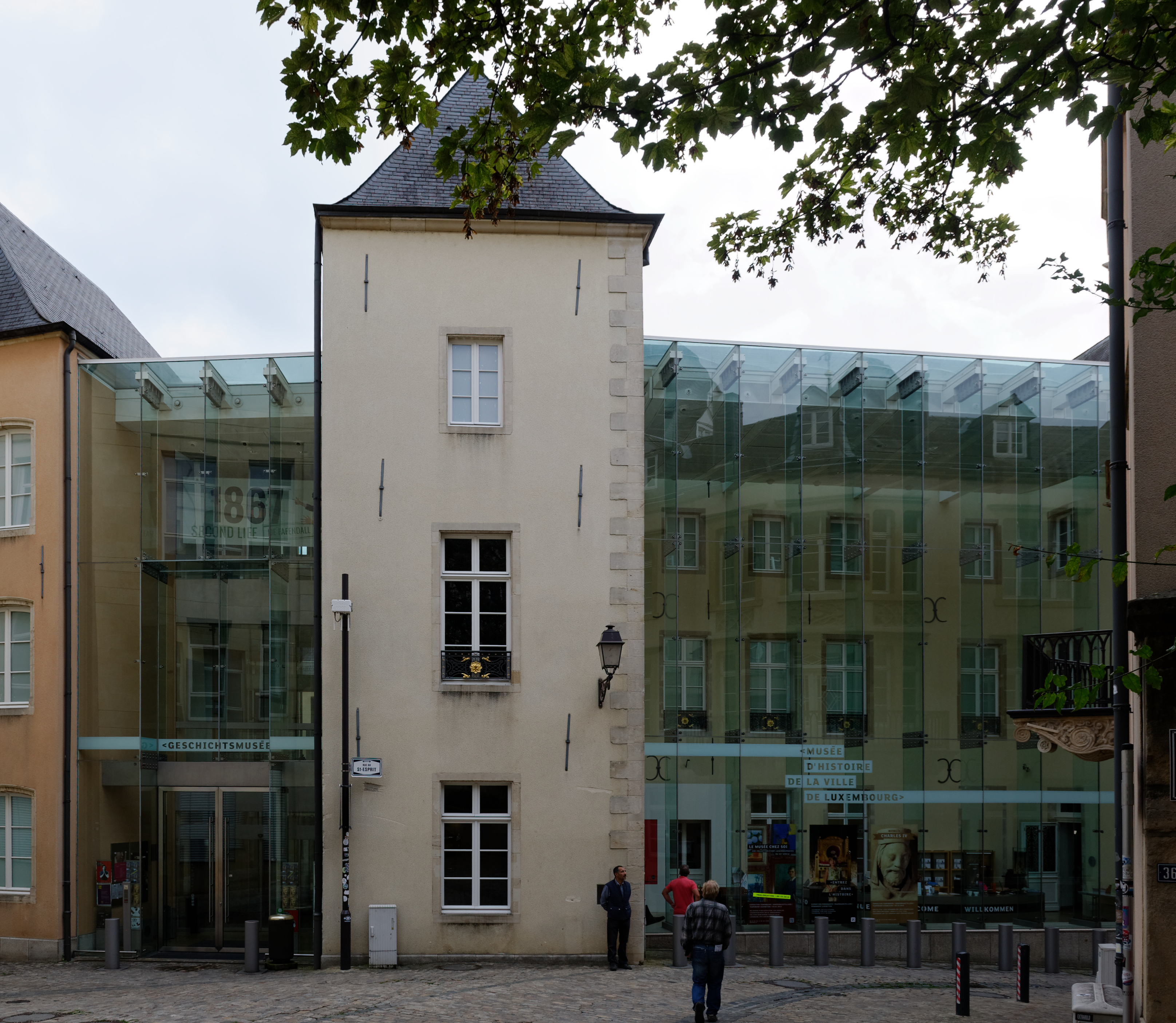
历史博物馆花园

盧森堡市歷史博物館是位於盧森堡首都盧森堡市的一座歷史博物館。博物館成立於1996年6月22日。除了週一之外，博物館每天上午10點至下午6點對外開放。

## 歷史
盧森堡市歷史博物館最初在法國大革命時被提議建造，當時盧森堡為法國領土之一。1839年《倫敦條約》簽訂後，盧森堡確定正式獨立，1845年一批歷史學家及考古學家組成“盧森堡大公國歷史遺跡研究和保護機構”，並開始收集來自盧森堡各地的藝術品和文物，成為當時最初的館藏。

## 外部連結
- 盧森堡市歷史博物館 （页面存档备份，存于）（法文）（德文）（英文）